# JS Nichinan (AGS-5105)
Le JS Nichinan (AGS-5105) est un bâtiment hydrographique, navire auxiliaire de la Force maritime d'autodéfense japonaise.

## Historique
La pose de la quille du Nichinan a été effectué le 7 août 1997 au chantier naval Mitsubishi Heavy Industries à Shimonoseki en tant que navire d'observation de l'océan prévu en 1996, lancé le 11 juin 1998. Il a été mis en service le 24 mars 1999 et il est maintenant sous le contrôle direct du groupe d'opérations maritimes et de soutien anti-sous-marin et déployé à Yokosuka. C'est une version améliorée du JS Wakasa (AGS-5104) de classe Futami avec une proue amincie pour réduire la résistance des vagues et surmontée d'un arceau. Une grue à châssis en A est installée en poupe pour manœuvrer le matériel dans et hors de la mer. Il dispose d'un Véhicule sous-marin téléguidé (ROV) pour les travaux sous-marins et d'un bateau de travail d'observation de 11 mètres muni d'un dispositif de sondage acoustique et d'un sonar remorqué.
Il a été envoyé sur zone lors du Séisme de 2011 de la côte Pacifique du Tōhoku, le 11 mars 2011, survenu au large de l'île Honshū.
Le 30 novembre 2013, il est allé récupérer des câbles de matériel submersible sans pilote (ROV) qui avaient été coupés dans le détroit de Tsugaru

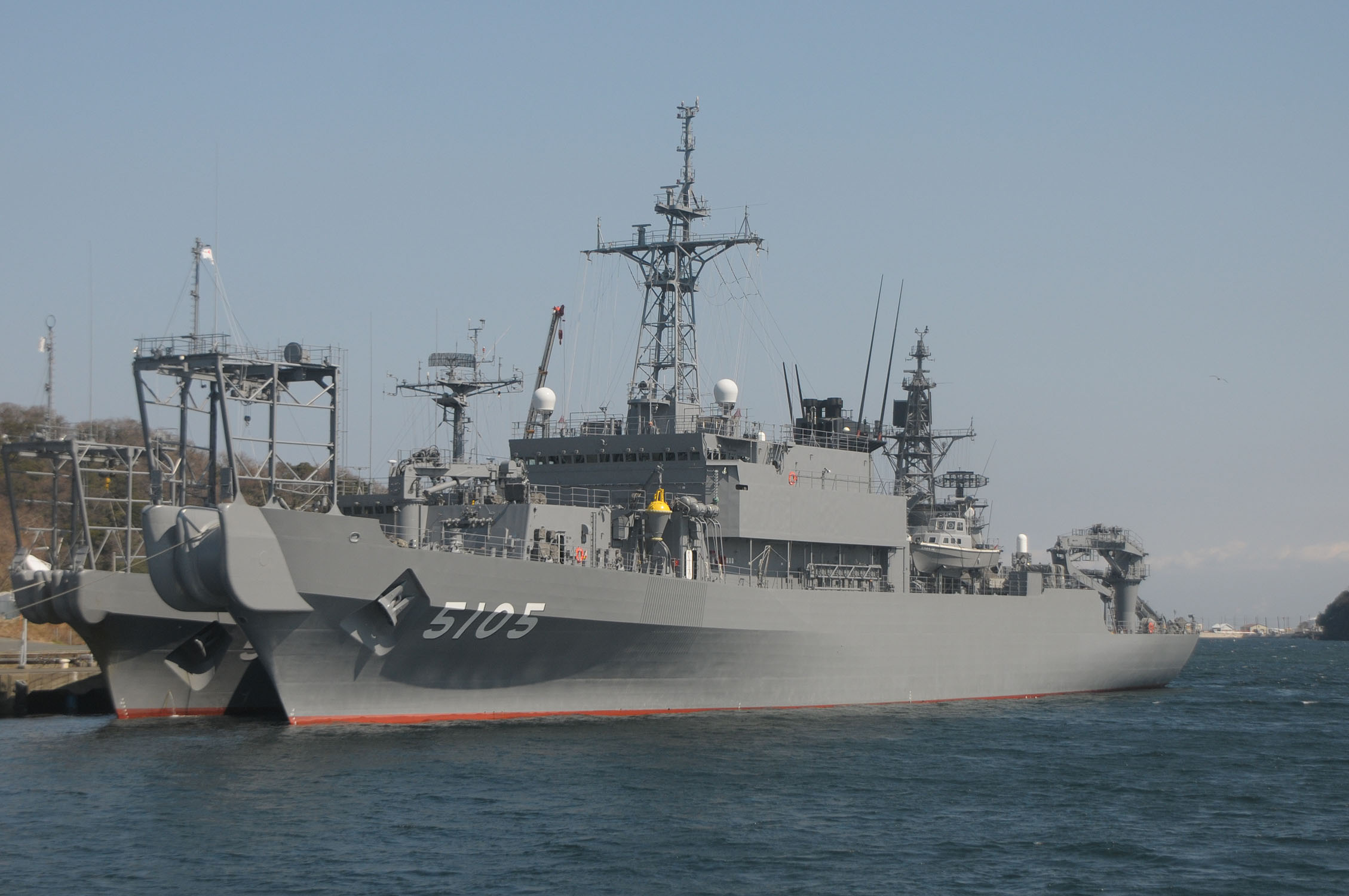
SJ Nichinan
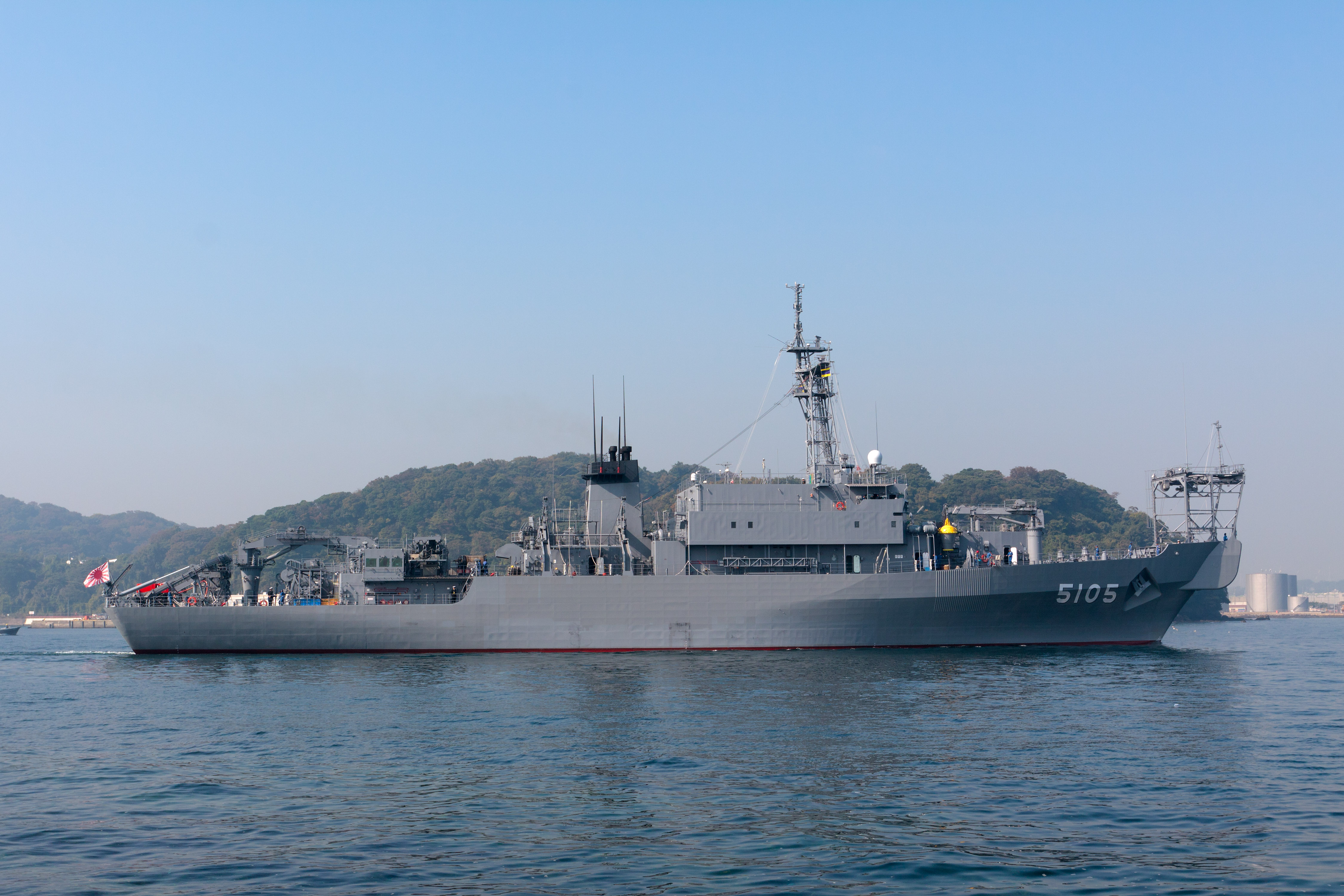
JS Nichinan
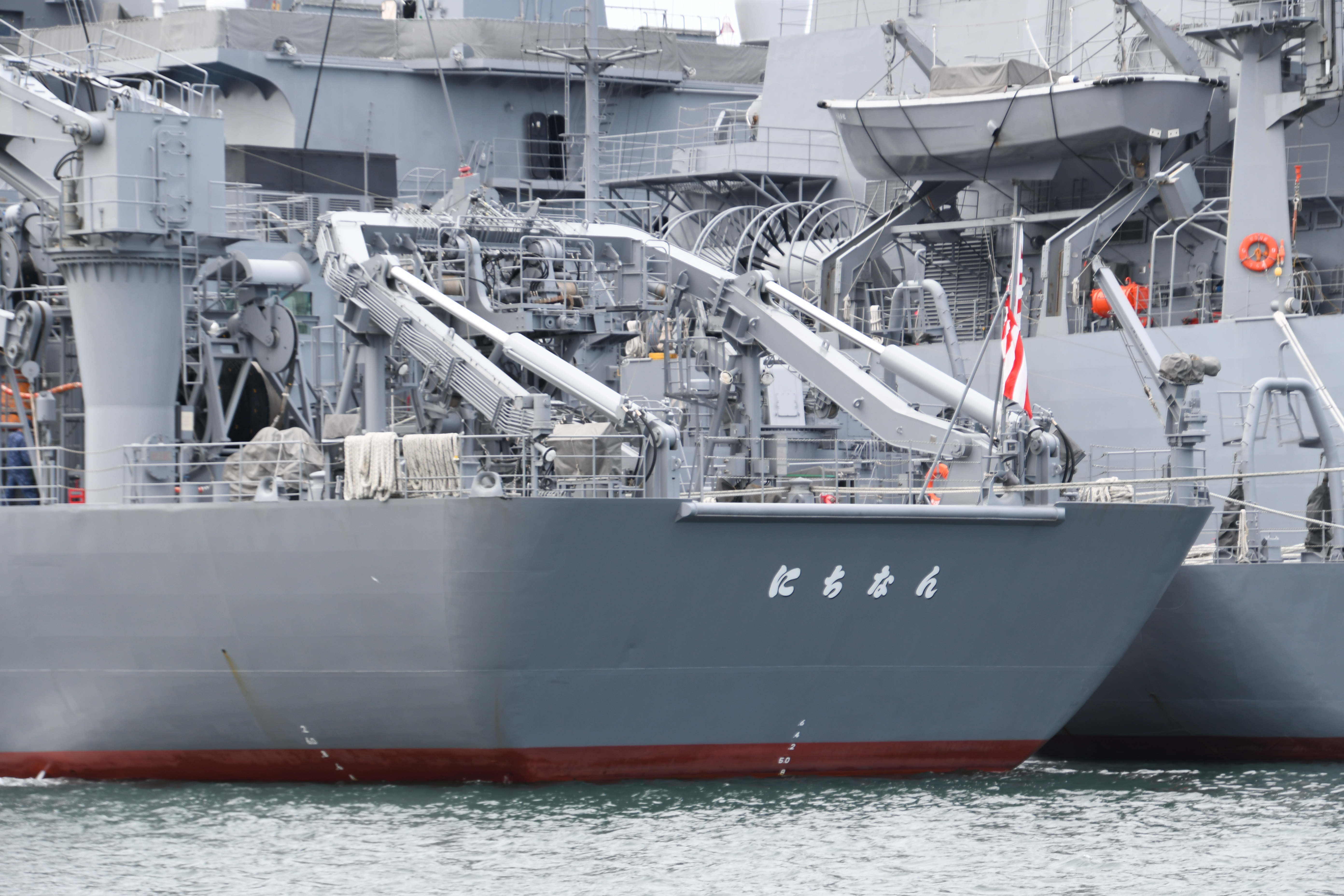
SJ Nichinan

### Note et référence
- (ja) Cet article est partiellement ou en totalité issu de l’article de Wikipédia en japonais intitulé « にちなん (海洋観測艦) » (voir la liste des auteurs).